# Mousehole
Mousehole es una localidad situada en el condado de Cornualles, en Inglaterra (Reino Unido), con una población en 2011 de 697  habitantes.
Se encuentra ubicada al oeste de la península del Suroeste, cerca de la orilla del canal de Bristol y del canal de la Mancha (océano Atlántico). Dylan Thomas lo calificó como "el pueblo más bonito de Inglaterra".